# ハリー・ハスキー
ハリー・ダグラス・ハスキー（Harry Douglas Huskey、1916年1月19日 - 2017年4月9日）は、アメリカ合衆国の数学者・計算機科学者であり、コンピュータの設計の先駆者である。

## 生涯と業績
ハスキーはノースカロライナ州スモーキー山脈地方のウィッティアで生まれ、アイダホ州で育った。アイダホ大学で数学と物理学の学士号を取得した。家族の中で大学に入学したのは彼が初めてだった。1943年にオハイオ州立大学で"Contributions to the Problem of Geocze"（Geoczeの問題への貢献）という題の論文で修士号とPh.D.を取得した。その後、ペンシルベニア大学で米海軍の学生に数学を教え、1945年にENIACとEDVACのプロジェクトに関わった。ニューヨーク・タイムズ掲載の死亡記事によれば、ハスキーがコンピュータに関わるようになったのはここからである。
イギリス国立物理学研究所に1年間滞在し、アラン・チューリングらと共にパイロットACE（ACEのプロトタイプ）に取り組んだ。また、EDVACやSEACのプロジェクトにも関与していた。
1949年から1953年までロサンゼルスの国立標準局でStandards Western Automatic Computer(SWAC)の設計と製造管理を行った。また、ベンディックス・アヴィエーションのG-15コンピュータを設計した。これは950ポンド (430 kg)の装置で、1人で操作が可能である。彼はその1台を自宅に保有しており、それは現在スミソニアン博物館に所蔵されている。
国立標準局に5年間勤務した後、1954年にカリフォルニア大学バークレー校(UCB)で教職を得、1966年にカリフォルニア大学サンタクルーズ校(UCSC)に移った。1967年にUCSCでコンピュータおよび情報科学プログラムを共同設立した。また、コンピュータセンターの所長になった。1986年、UCSCは彼を名誉教授に任命した。UCBにいる間、先駆的なプログラミング言語の設計者であるニクラウス・ヴィルトの研究を指導した。ニクラウス・ヴィルトは1963年に博士号を取得した。1963年から1964年にかけて、ハスキーはインド工科大学カーンプル校のコンピュータセンターの設立に参加し、コンピュータテクノロジーの先駆者との会議を開催した。参加者には、プリンストン大学のフォーマン・S・アクトン、ケース工科大学のロバート・アーチャー、オーストラリア・CDCのS・バートン、メキシコシティのセントロ・デ・カルキュロのS・ベルトラン、シドニー大学のジョン・メイクピース・ベネット、SDCの Launor Carter、UCBのデイビッド・C・エバンス、IBM-SBCのブルース・ギルクライスト、UCサンディエゴのClay Perry、東京大学の森口繁一、UCBのジオ・ ウィダーホールド、アムステルダム・国立数学研究所のアドリアン・ファン・ワインハールデン、ケンブリッジ大学のモーリス・ウィルクスがいた。
1986年に70歳で退職し、カリフォルニア大学の名誉教授となった。1994年にACMフェローに選出された。カリフォルニア州マウンテンビューのコンピュータ歴史博物館の上級キュレーターであるダグ・スパイサーは、ハスキーを「コンピューティングの最高の瞬間に登場するゼリグのようなキャラクター」と表現した。

## 私生活

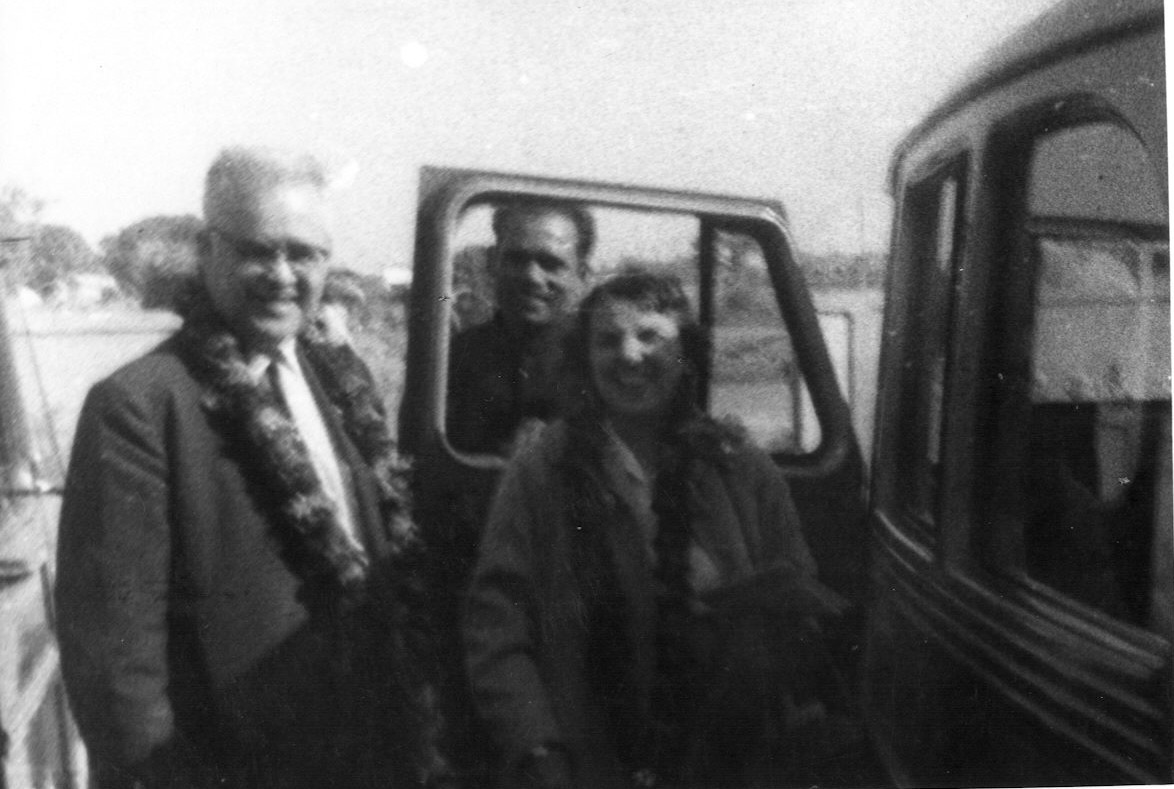
インド・マディヤ・プラデーシュ州カジュラーホーの寺院にて、ハリー・ハスキー（左）と妻のヴェルマ

ハスキーはヴェルマ・ロス(Velma Roeth)と結婚し、4人の子供をもうけた。ヴェルマと1991年に死別した後、1994年にナンシー・グリンドスタッフ(Nancy Grindstaff)と結婚した（2016年に死別）。彼はカリフォルニア州サンタクルーズに住んでいた。
ハスキーはグルーチョ・マルクスのラジオ番組『ユーベットユアライフ』の1950年5月10日の回の3組目の出場者として登場した。彼は「電子頭脳」の設計者と説明された。彼は「州」のカテゴリを選択したが、最終問題のミズーリ州の北の州（答はアイオワ州）を回答できなかった。

## 主な著書
- Huskey, H. D. Harry D. Huskey: His Story. BookSurge Publishing, 2004. ISBN 1-59457-680-7.
- Huskey, H. D. The ACE Test Assembly, the Pilot ACE, the Big ACE, and the Bendix G15. In Copeland, B. J., Alan Turing's Automatic Computing Engine, chapter 13, pages 281–295. Oxford University Press, 2005. ISBN 0-19-856593-3.
- Huskey, H. D. The state of the art in electronic digital computing in Britain and the United States (1947). In Copeland, B. J., Alan Turing's Automatic Computing Engine, chapter 23, pages 529–540. Oxford University Press, 2005. ISBN 0-19-856593-3.
- （妻のヴェルマとの共著） Lady Lovelace and Charles Babbage. 1980 Annals of the History of Computing  (Volume:2 ,  Issue: 4 )

## 受賞
2013年、コンピュータ歴史博物館は彼を博物館のフェロー（コンピュータ殿堂）に選出した。受賞理由は「初期の重要なコンピュータシステムに関する影響力の強い研究と、コンピュータ教育に対する生涯にわたる功績に対して」である。